# 悶燒

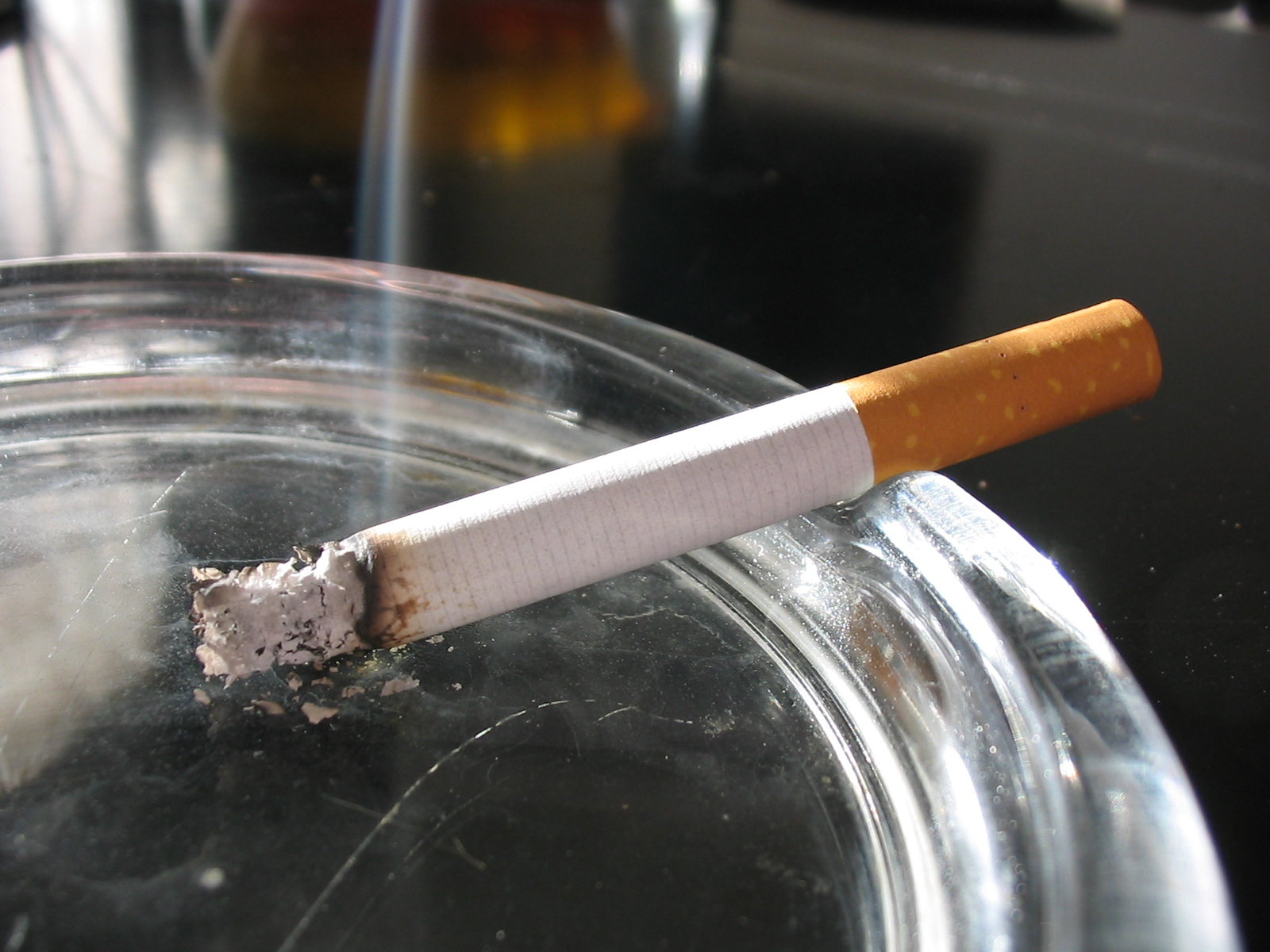
煙蒂悶燒

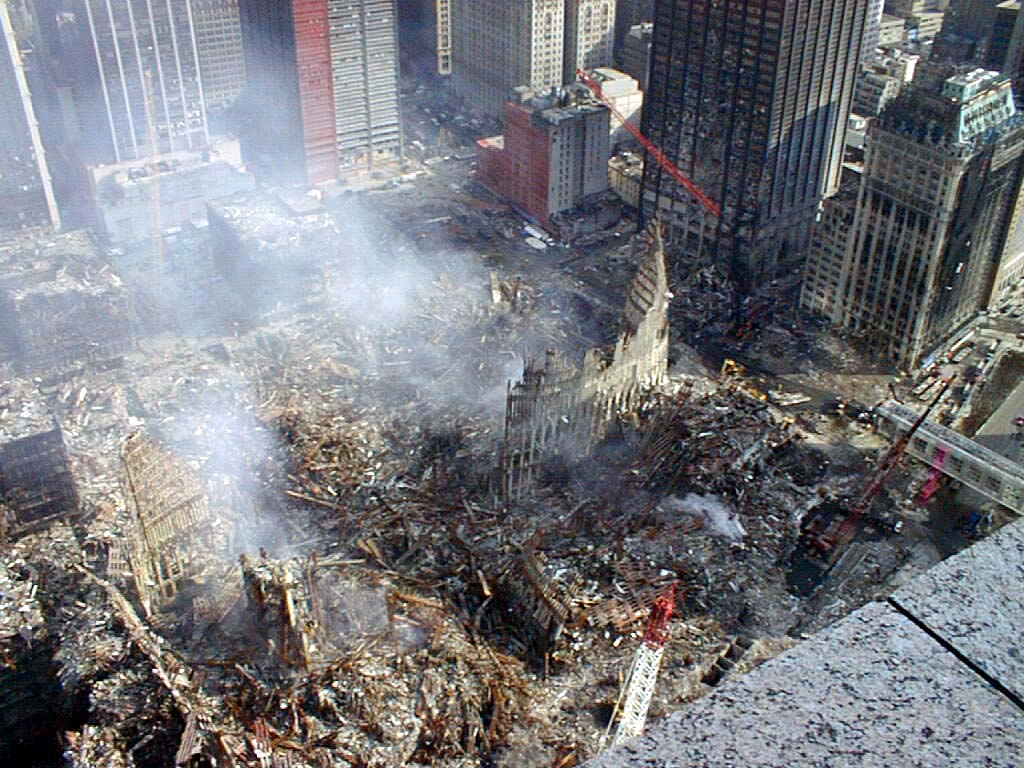
紐約911恐襲後瓦爍悶燒

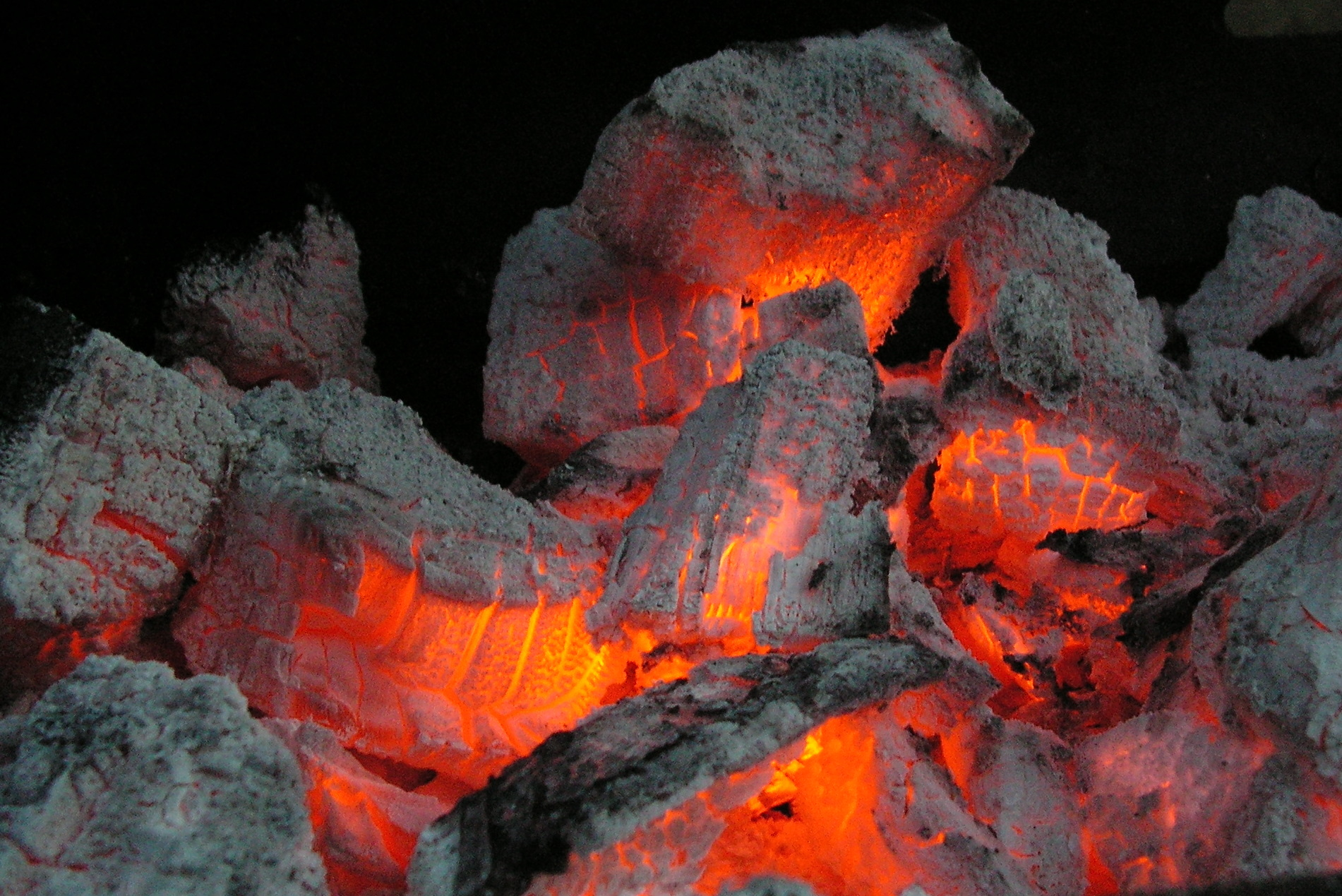
燒烤過後，煤碳條的餘燼在悶燒

悶燒（英語：Smouldering）是沒有火焰、只冒煙的燃燒，緩慢而長時間，由微熱火源如香煙等觸發，至泥土上的有機物如泥灰、腐殖、廢木、碳等燃燒所致。悶燒是相對於火焰的概念——悶燒以冒煙來釋放能量，看不見火焰；而火焰以光釋放能量所以看得見。

## 名稱
經常誤稱為烹調方法「燜燒」。

## 室內悶燒
燃燒時如氧氣充足（即完全燃燒），會產生二氧化碳；如氧氣不足（即不完全燃燒），則產生一氧化碳，足以在一到兩個小時內在一般住宅空間導致昏迷。